# 法比奥·斯科佐里
法比奥·斯科佐里（義大利語：Fabio Scozzoli；1988年8月8日—）是一位意大利男子游泳運動員。他擅長蛙泳項目。在2012年夏季奧林匹克運動會100米蛙泳的比賽上，他獲得了第7名的成績。